# Enanthem

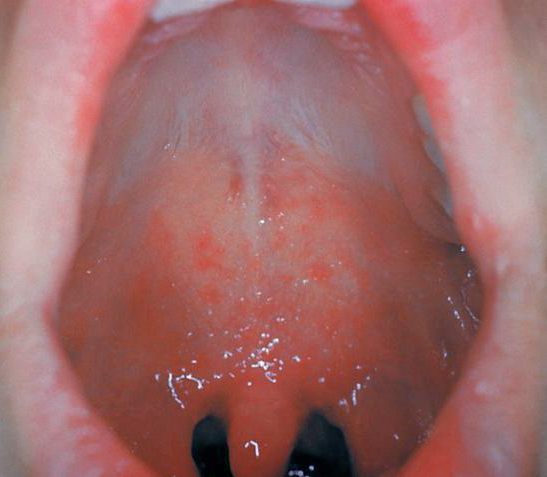
Enanthem bei Masern

Enanthem (griechisch) ist ein medizinischer Fachausdruck. Er bezeichnet einen Ausschlag im Bereich der Schleimhäute, der dem Exanthem der Haut entspricht.
Es handelt sich dabei um eine flächenhafte oder fleckige Effloreszenz im Mund- u. Rachenbereich. Es kommt häufig im Verlauf bestimmter Infektionskrankheiten wie Scharlach, Masern, Syphilis und Röteln vor, kann aber auch bei Toxikodermie auftreten. Auch bei der vor allem im Kindesalter vorkommenden Hand-Fuß-Mund-Krankheit ist ein Enanthem typisch, während es bei COVID-19 auftreten kann.